# مدرسة الشلهوبية التاريخية
مدرسة الشلهوبية أو البكرية هي مدرسة تاريخية في حي الكوت, الهفوف , شرق السعودية تأسست سنة ١١٨٣ هـ

## التأسيس
تأسست المدرسة سنة ١٧٦٩ م / ١١٨٣ هـ على يد الشيخ بكر بن أحمد البصري الزباري القطري وعرفت بالشلهوبية نسبت إلى ناظرها الشيخ أحمد بن محمد بن شلهوب كما تولى التدريس فيها آل الشيخ أبو بكر الملا. ولا تزال نشطة حتى الآن وتستخدم لأغراض عدة .

## عن المدرسة
تواجدت بالمنطقة نوع من التعليم يتمثل في مدارس الوعظ والإرشاد الديني وكان يقوم بتشييد هذه المدارس أثرياء المنطقة وأمراؤها وأعيانها , وللحرص على استمرارية تلك المدارس في أداء دورها كان يخصص لها أوقاف للصرف عليها في أوجه متعددة مثل الاعتناء بالمبنى والدفع لمن يقوم بالتدريس وكذلك صرف إعانات لمن يدرس فيها ومنها مدرسة الشلهوبية .
كان التدريس فيها يركز على العلوم الشرعية مثل التفسير والحديث والفقه وتتم الدراسة فيها أيام الأسبوع باستثناء الثلاثاء والجمعة على فترتين صباحية ومسائية . إذ كانت الفترة الصباحية تبدأ من الصباح إلى قبيل الظهر , أما المسائية فتبدأ من بعد صلاة العصر إلى قبيل صلاة المغرب وقد خصص يوما الجمعة والثلاثاء ليكونا إجازة أسبوعية . إذ يتفرغ الناس يوم الجمعة للعبادة وقضاء الأمور الخاصة في حين يعد يوم الثلاثاء فرصة للمدرسين والطلاب للتنزه والتنقل بين البساتين والعيون المنتشرة في المنطقة وكانت الدراسة تستمر طوال العام ما عدا شهر رمضان وعيدي الفطر و الأضحى إذ تغلق المدارس.
كما هو منتشر في مدارس تلك الحقبه في الهفوف , حيث كان يغلب عليها التخصص المذهبي و كانت مدرسة الشلهوبية تعتمد المذهب الحنفي.

## البناء
يتكون مبنى مدرسة الشلهوبية التاريخية من حجراتٍ وأروقةٍ تتوسطها ساحة مكشوفة وبجانب المدخل بئر ماء.